# Chiesa della Madonna di Loreto (Alassio)
La chiesa della Madonna di Loreto è un luogo di culto cattolico situato in regione Loreto nel comune di Alassio, in provincia di Savona.

## Storia e descrizione
Sito nella regione omonima, il luogo di culto fu edificato nella seconda metà del XVI secolo con il caratteristico sagrato in ciottoli bianchi-grigi datato al 1576.
Recentemente restaurata, presenta due porticati e all'interno un dipinto a olio su tela raffigurante la Madonna di Loreto con sullo sfondo la spiaggia alassina. Sono inoltre presenti tre quadri di scuola pittorica genovese.